# Chelonus subangustatus
Chelonus subangustatus är en stekelart som först beskrevs av Vladimir Ivanovich Tobias 1994.  Chelonus subangustatus ingår i släktet Chelonus och familjen bracksteklar. Inga underarter finns listade i Catalogue of Life.